# José Gerardo Guillén
José Gerardo Guillén es un productor de televisión venezolano. Conocido por su asociación con Telemundo y RCTV. Es vicepresidente ejecutivo de producción y productor ejecutivo de Telemundo Global Studios. Sus proyectos más destacados son En otra piel, Tierra de reyes ,El señor de los cielos, y Sangre de mi tierra

## Trayectoria

### Productor ejecutivo
Telemundo Global Studios
- Mi familia perfecta (2018)
- Sangre de mi tierra (2017-2018)
- Tierra de reyes (2014-2015)
- En otra piel (2014)
- Santa diabla (2013-2014)

### Vicepresidente ejecutivo de producción
Telemundo Global Studios
- La fan (2017)
- El señor de los cielos (2015-2016)

### Productor general
RCTV
- Calle luna, Calle sol (2009)
- Toda una dama (2007-2008)
- Y los declaro marido y mujer (2006-2007)
- Amantes (2005-2006)
- ¡Qué buena se puso Lola! (2004)
- Trapos íntimos (2002-2003)
- A calzón quita'o (2001-2002)
- Mis tres hermanas (2000)
- Luisa Fernanda (1999)
- Niña mimada (1998)
- Conserjes (1997)